# Leopoldo González González

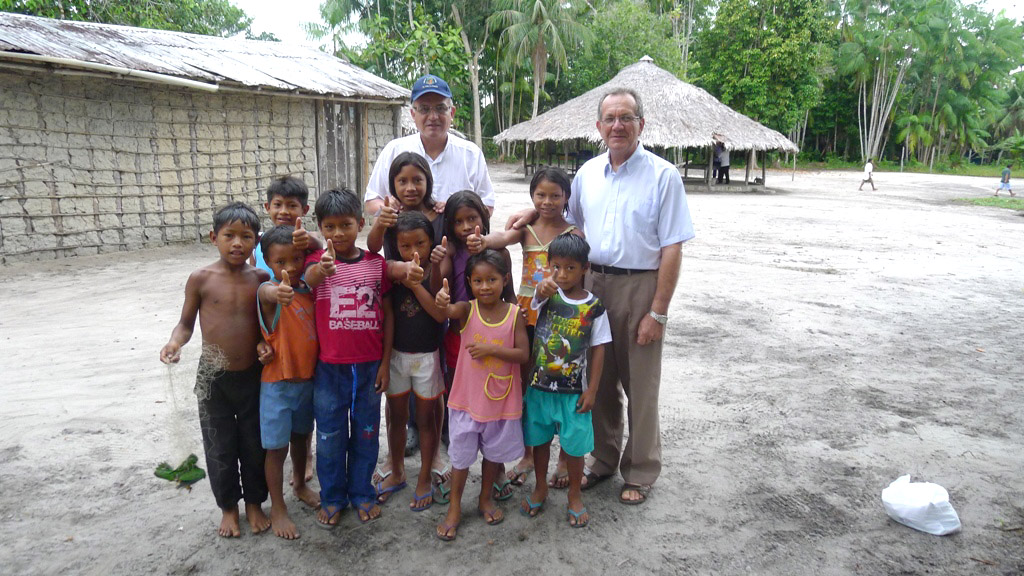
Edson Taschetto Damian (rechts), Leopoldo González González (links)

Leopoldo González González (* 31. Oktober 1950 in Abasolo, Bundesstaat Guanajuato, Mexiko) ist ein mexikanischer Geistlicher und römisch-katholischer Erzbischof von Acapulco.

## Leben
Leopoldo González González empfing am 23. November 1975 das Sakrament der Priesterweihe für das Erzbistum Morelia.
Am 18. März 1999 ernannte ihn Papst Johannes Paul II. zum Titularbischof von Voncaria und zum Weihbischof in Morelia. Der Erzbischof von Morelia, Alberto Suárez Inda, spendete ihm am 19. Mai desselben Jahres die Bischofsweihe; Mitkonsekratoren waren der Apostolische Nuntius in Mexiko, Erzbischof Justo Mullor García, und der Bischof von Zamora, Carlos Suárez Cázares.
Am 9. Juni 2005 ernannte ihn Papst Benedikt XVI. zum Bischof von Tapachula.
Papst Franziskus ernannte ihn am 30. Juni 2017 zum Erzbischof von Acapulco.